# CSM Dunărea Galați
Der Clubul Sportiv Municipal Dunărea Galaţi ist ein Eishockeyklub aus Galați, Rumänien, dessen Seniorenmannschaft Gladiators in der rumänischen Eishockeyliga spielt. Im Jahr 2016 spielte der Klub auch eine Saison in der multinationalen MOL Liga.

## Geschichte

Logo des Stammvereins

Nachdem zuerst 1932 die Mannschaft von Gloria C.S.U. an der Eishockeymeisterschaft teilnahm, bestand ab 1950 mit Lokomotiva Galați ein Verein in der 2. Division. Seit 2009 spielt der Club ununterbrochen in der höchsten rumänischen Spielklasse. Der größte Erfolg in der Vereinsgeschichte war der Gewinn der rumänischen Meisterschaft in den Jahren 2015 und 2016. Zudem gewann der Verein den rumänischen Eishockeypokal 1988 und 2017.

## Spielstätte
Der Verein trägt seine Spiele im Eisstadion "Dunărea" aus. Die Eishalle wurde 1970 gebaut und fasst 5.000 (nach anderen Angaben 4.000) Zuschauer.